# 1922 Konyaspor Kulübü
Il 1922 Konyaspor Kulübü, già noto come Anadolu Selçukluspor e Konya Şeker Spor Kulübü, è una società calcistica con sede ad Konya, in Turchia. Milita nella TFF 3. Lig, la quarta serie del campionato turco di calcio.
Fondato nel 1955, il club gioca le partite in casa allo stadio Recep Konuk Spor Tesisleri. I colori sociali sono il bianco e il verde.

## Palmarès

### Altri piazzamenti
- TFF 2. Lig:

Secondo posto: 2010-2011 (gruppo rosso)